# Tohogne
Tohogne est une section de la ville belge de Durbuy située en Région wallonne dans la province de Luxembourg. Tohogne n'était une commune de la province de Luxembourg que depuis 1839. Elle faisait partie avant cela du département de Sambre-et-Meuse. C'était une commune à part entière avant la fusion des communes de 1977.

## Étymologie
Le nom de Tohogne trouve son origine dans le nom latin Theodonia signifiant habitation de Theodore.

## Géographie

### Hameaux
L'ancienne commune de Tohogne était composée des hameaux de Verlaine-sur-Ourthe, Hinonsart, Hermanne, La Bourlotte, Warre, Longueville, Coquaimont, La Haisse et Houmart (Grand-Houmart et Petit-Houmart).

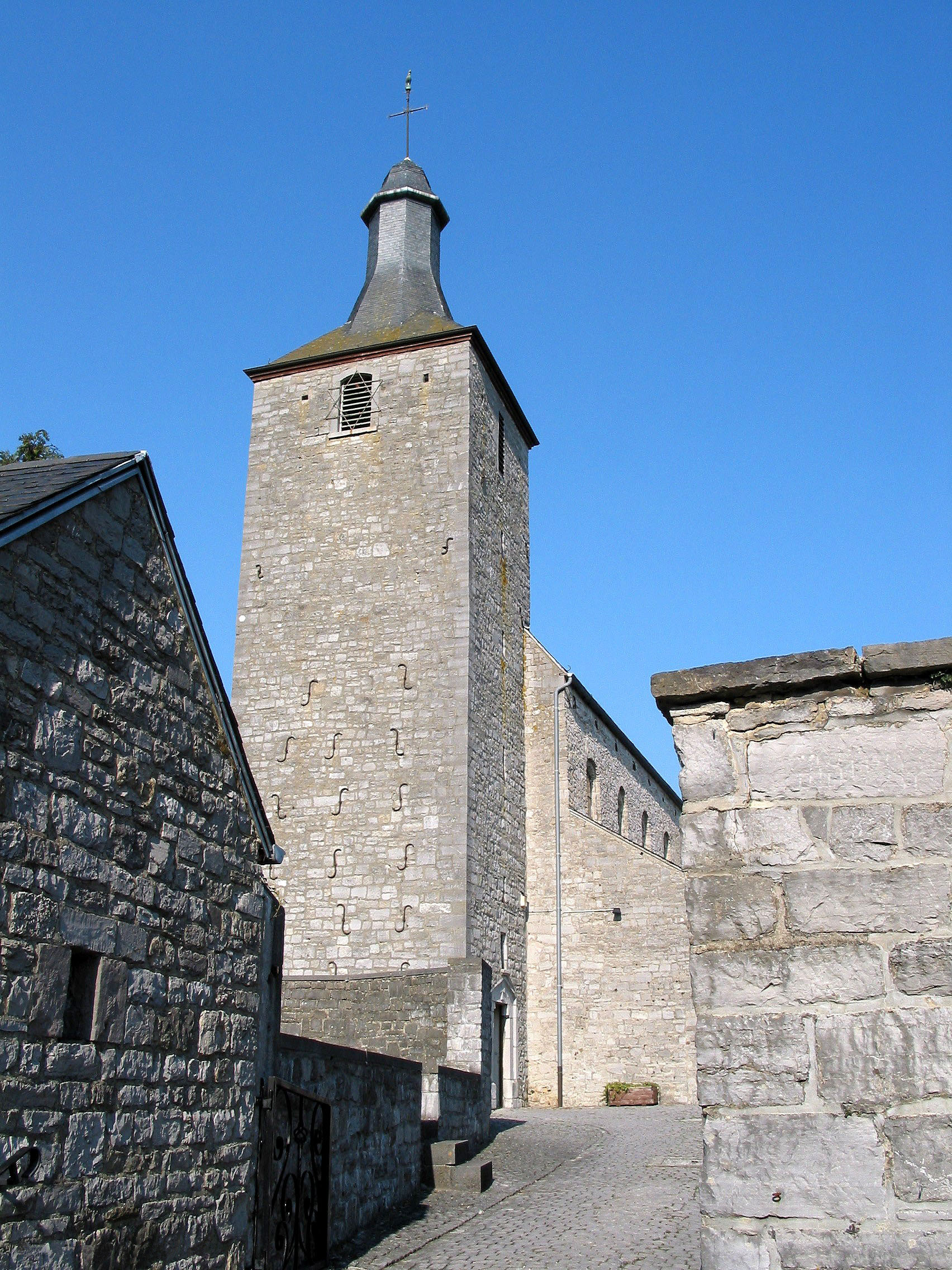
L'église Saint-Martin (romane XIe siècle).

## Évolution démographique
- Source: DGS, 1831 à 1970=recensements population, 1976= habitants au 31 décembre

## Histoire

### Seconde Guerre mondiale

#### 12 avril 1944: crash d'un B24 à Longueville
À la fin de la Seconde Guerre mondiale, le 12 avril 1944, un bombardier B24J de l’U.S. Air Force s’écrase le long de la route Tohogne – Ocquier : neuf membres d’équipage périssent dans l’accident. Dans le cadre des cérémonies du 40e anniversaire de la Libération, un mémorial a été inauguré le 9 septembre 1984 près du lieu de l’accident. Les neuf victimes sont : 
- Christ E. Caplane Jr. ;
- Edward W. Limes ;
- Thomas B. Perry ;
- Glynn O. Cottrell ;
- Girard H. Swanson ;
- Edwin J. Hynes ;
- John R. Ellis ;
- Milton Cantor ;
- Benjamin L. Love.

#### 7 septembre 1944: tragédie de Longueville

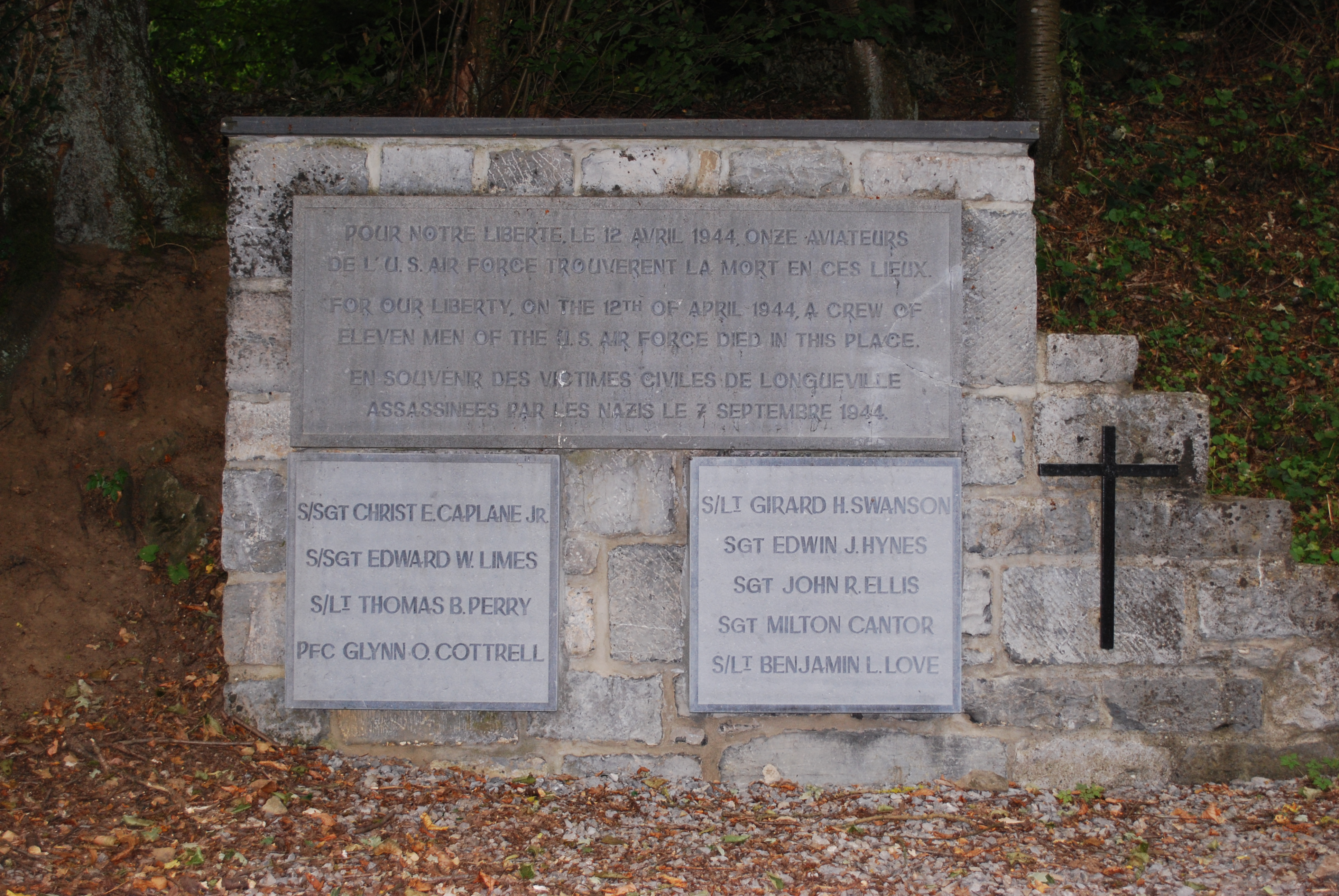
Mémorial aux aviateurs de l'U.S. Air Force tombés à Longueville.

Le 7 septembre 1944, lors du repli de l’armée allemande devant l’avancée de l’armée américaine en Belgique et aux Pays-Bas, une tragédie survient à Longueville. Des francs-tireurs abattent un officier allemand au lieu-dit « La Haisse ». Les représailles sont immédiates : le même jour, des soldats allemands mettent le feu à des hangars et à des meules de foin à « La Haisse », puis en fin de journée bouclent les issues des hameaux de Longueville et Coquaimont et ouvrent le feu. Quatre personnes y laissent leur vie :
- Alphonse Ramelot (né à Tohogne en 1867) ;
- Mathilde Ramelot (née à Tohogne en 1875) ;
- Louise Magis (née à Bonsin en 1905) ;
- Eugène Dochain (né à Tohogne en 1932).

## Patrimoine et culture

### Patrimoine architectural
L'église romane Saint-Martin est la plus grande église romane de la première moitié du XIe siècle du Luxembourg belge.
La rue de Presseux compte de nombreuses anciennes constructions érigées en pierre calcaire le plus souvent au cours du XVIIIe siècle. Parmi celles-ci, la ferme en U située au no 19 (maison de Nonancourt) possède un remarquable corps de logis à un étage sous une toiture à quatre pans. Cette ferme datée de 1722, ancienne propriété des comtes de Presseux puis de Pierre-François de Nonancourt, prévôt de Durbuy, est reprise sur la liste du patrimoine immobilier classé de Durbuy.

## Économie
Au départ, l'économie du village était axée sur l'agriculture. Au fil du temps, la part de l'agriculture dans l'économie s'est réduite comme dans le reste du pays et de l'Europe.
Faisant partie de Durbuy, la localité de Tohogne a pu profiter de l'afflux touristique et des habitants de Tohogne ont créé gîtes ruraux et maisons d'hôtes pour répondre à la demande des touristes.
La reconversion de l'agriculture vers le tourisme rural a ainsi eu lieu.
L'activité agricole y fut très développée au siècle dernier : Tohogne possédait une laiterie dans laquelle y était fabriqué du beurre distribué en plaques de 250 grammes dans la petite et grande distribution.
Aujourd'hui, l'ancienne laiterie a été transformée en une salle polyvalente pouvant accueillir des fêtes ou des concerts notamment.

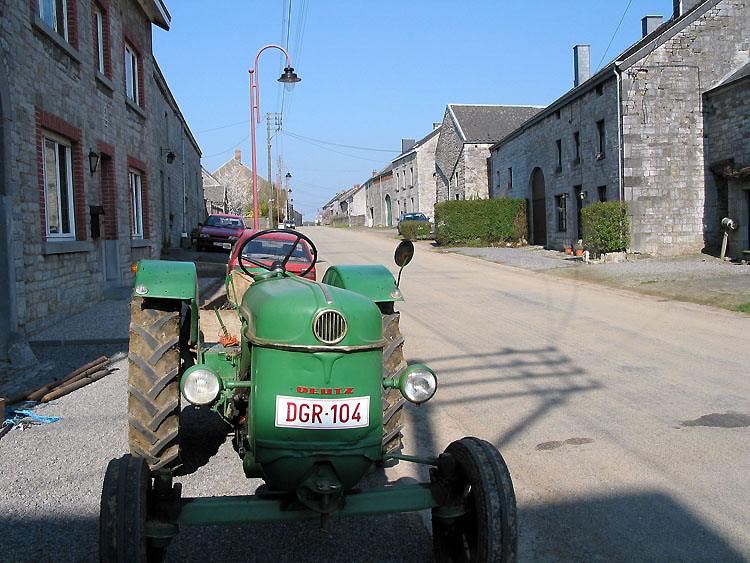
Les habitations bâties en moellons de calcaire gris bleu.
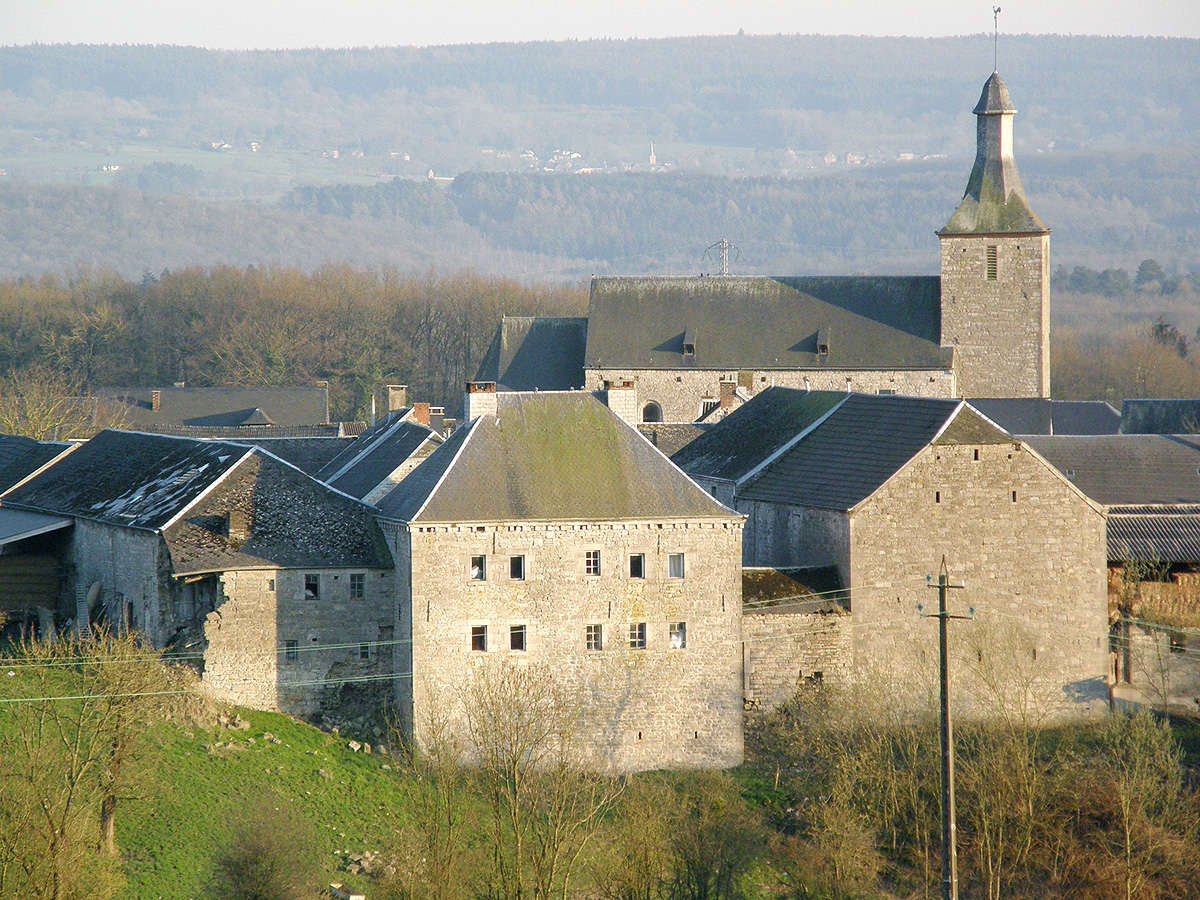
L'église vue du lieu-dit Sur les Monts. À l'avant-plan : l'ancienne maison seigneuriale de Nonancourt, actuelle ferme Piérard.
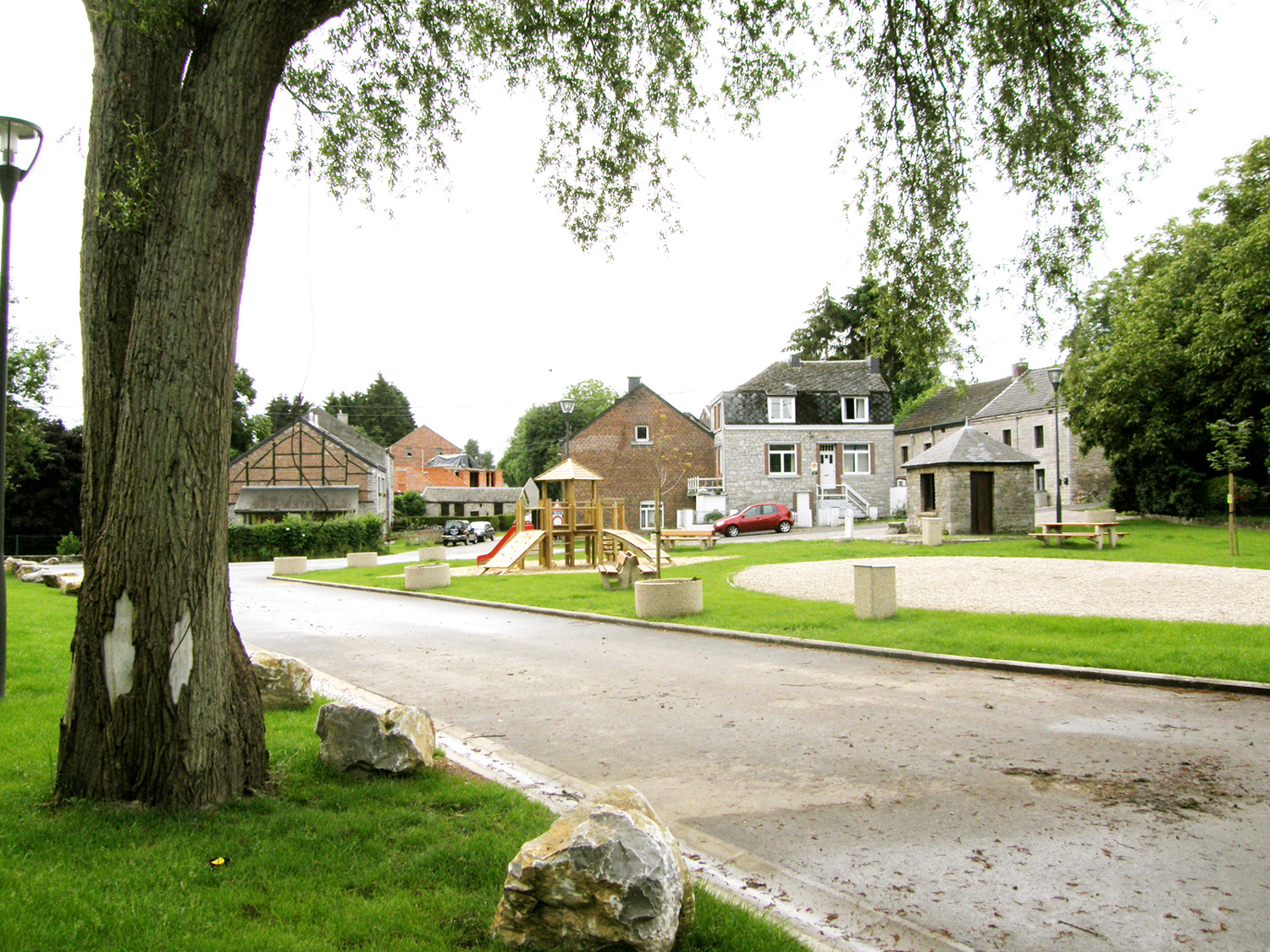
La place de la Fontaine.
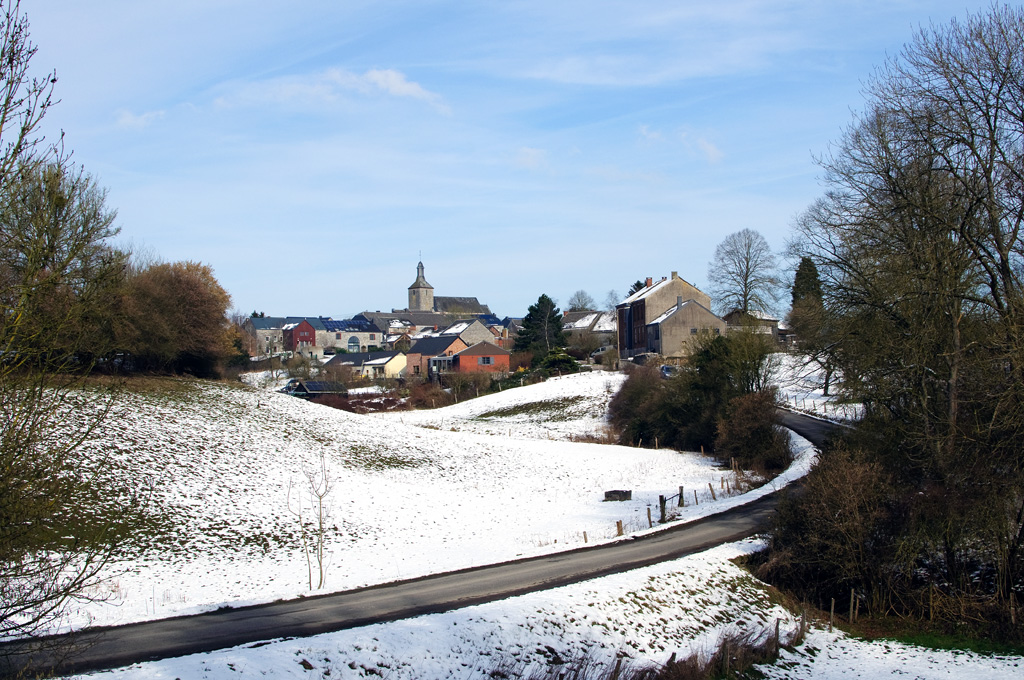
Sous la neige, le village de Tohogne (faisant partie de l'entité de Durbuy) resplendit.
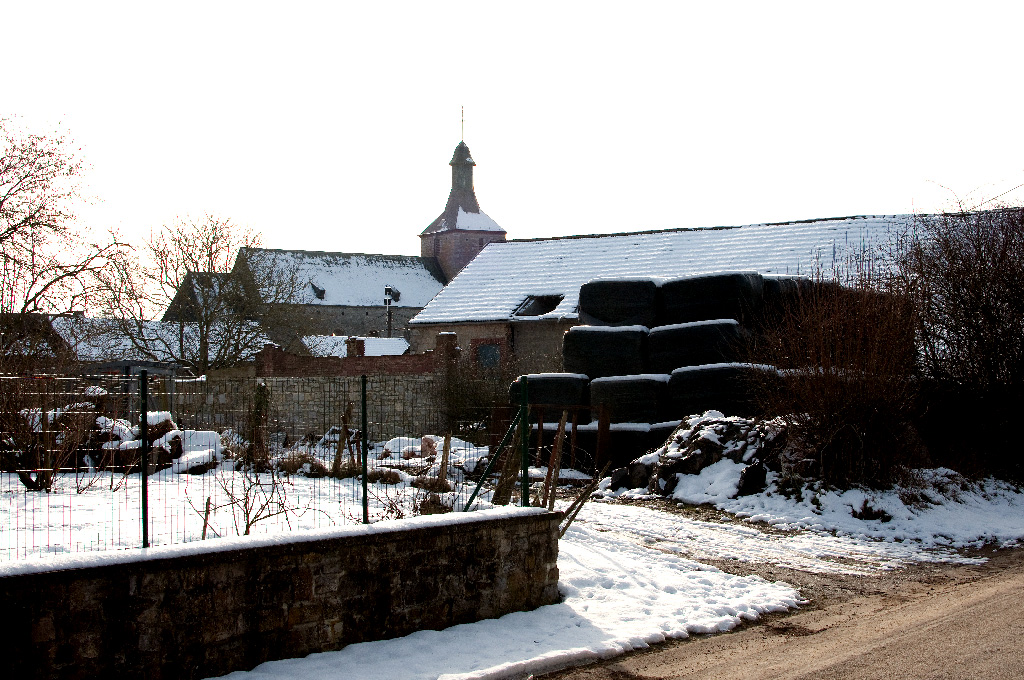
Le clocher de l'église de Tohogne (Durbuy) en hiver.
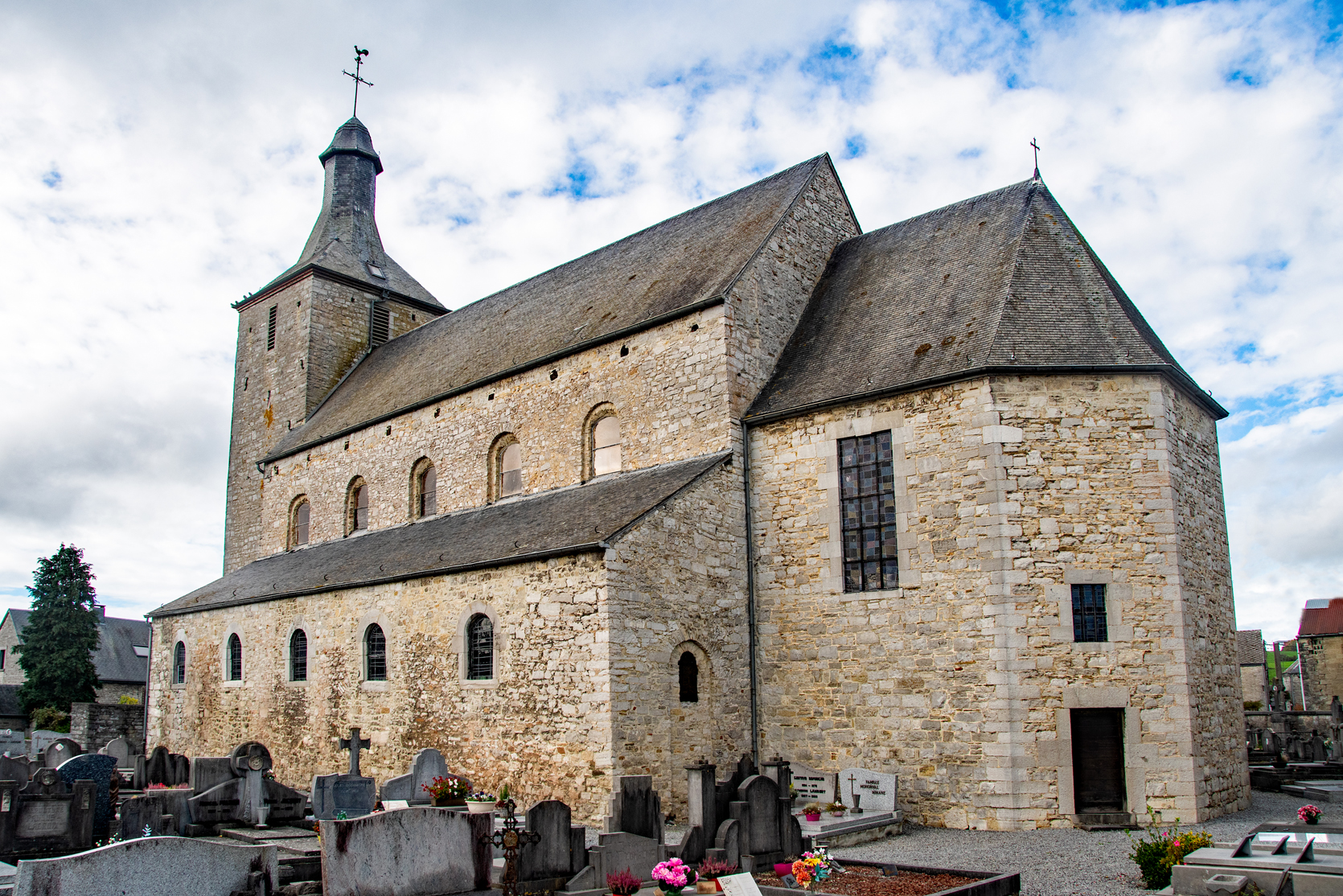
Eglise de Saint-Martin et cimétière.
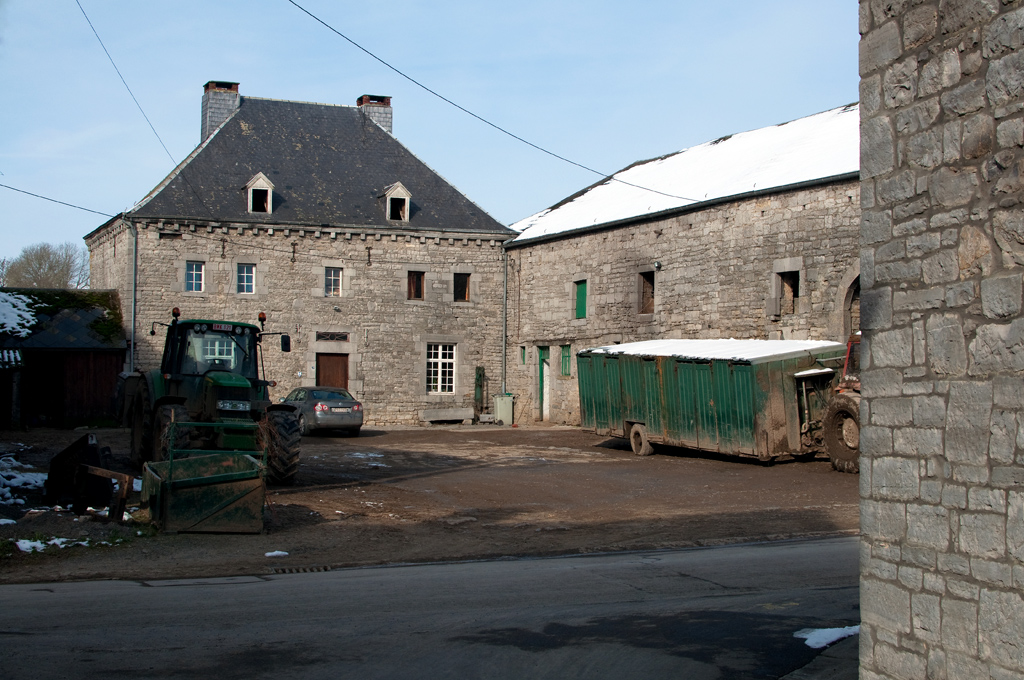
La maison de Nonancourt en pierre du pays sous la neige (rue de Presseux, 19).